# Columbia (Carolina del Sur)
Columbia es la capital y segunda ciudad más poblada (136 632 habitantes en 2020) del estado estadounidense de Carolina del Sur. Ubicada en los condados de Richland y Lexington, se encuentra en el centro del estado, en la zona donde confluyen los ríos Saluda y Broad, formando el río Congaree.
La ciudad fue fundada el 22 de marzo de 1786, nombrada en honor al descubridor del continente americano, el navegante Cristóbal Colón. En su mayor parte corresponde a un estilo residencial suburbano.

## Geografía

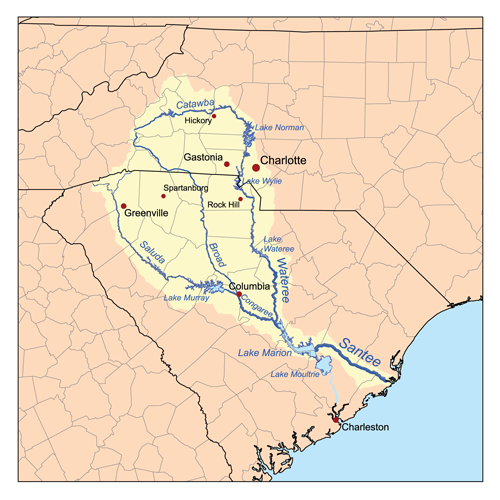
Ubicación de Columbia en un mapa de la cuenca del rio Santee

Columbia se encuentra ubicada en las coordenadas 33°59′27″N 81°4′4″O / 33.99083, -81.06778. Según la Oficina del Censo, la ciudad tiene un área total de 133,8 km² (51,7 mi²), de la cual 131,3 km² (50,7 mi²) es tierra y 6,4 km² (2,5 mi²) (1.96%) es agua.

### Clima
| Parámetros climáticos promedio de Columbia, Carolina del Sur (Columbia Airport), normales 1991–2020, extremos 1887–presente | Parámetros climáticos promedio de Columbia, Carolina del Sur (Columbia Airport), normales 1991–2020, extremos 1887–presente | Parámetros climáticos promedio de Columbia, Carolina del Sur (Columbia Airport), normales 1991–2020, extremos 1887–presente | Parámetros climáticos promedio de Columbia, Carolina del Sur (Columbia Airport), normales 1991–2020, extremos 1887–presente | Parámetros climáticos promedio de Columbia, Carolina del Sur (Columbia Airport), normales 1991–2020, extremos 1887–presente | Parámetros climáticos promedio de Columbia, Carolina del Sur (Columbia Airport), normales 1991–2020, extremos 1887–presente | Parámetros climáticos promedio de Columbia, Carolina del Sur (Columbia Airport), normales 1991–2020, extremos 1887–presente | Parámetros climáticos promedio de Columbia, Carolina del Sur (Columbia Airport), normales 1991–2020, extremos 1887–presente | Parámetros climáticos promedio de Columbia, Carolina del Sur (Columbia Airport), normales 1991–2020, extremos 1887–presente | Parámetros climáticos promedio de Columbia, Carolina del Sur (Columbia Airport), normales 1991–2020, extremos 1887–presente | Parámetros climáticos promedio de Columbia, Carolina del Sur (Columbia Airport), normales 1991–2020, extremos 1887–presente | Parámetros climáticos promedio de Columbia, Carolina del Sur (Columbia Airport), normales 1991–2020, extremos 1887–presente | Parámetros climáticos promedio de Columbia, Carolina del Sur (Columbia Airport), normales 1991–2020, extremos 1887–presente | Parámetros climáticos promedio de Columbia, Carolina del Sur (Columbia Airport), normales 1991–2020, extremos 1887–presente |
| Mes | Ene. | Feb. | Mar. | Abr. | May. | Jun. | Jul. | Ago. | Sep. | Oct. | Nov. | Dic. | Anual |
| --- | --- | --- | --- | --- | --- | --- | --- | --- | --- | --- | --- | --- | --- |
| Temp. máx. abs. (°C) | 28.9 | 28.9 | 33.9 | 35.6 | 38.3 | 42.8 | 41.7 | 41.7 | 41.1 | 38.3 | 32.2 | 28.3 | 42.8 |
| Temp. máx. media (°C) | 13.8 | 16 | 20.2 | 24.8 | 28.8 | 32.1 | 33.7 | 32.7 | 29.8 | 24.7 | 19.1 | 14.9 | 24.2 |
| Temp. media (°C) | 7.6 | 9.5 | 13.3 | 17.8 | 22.3 | 26.2 | 28 | 27.2 | 24.2 | 18.1 | 12.2 | 8.7 | 17.9 |
| Temp. mín. media (°C) | 1.4 | 2.9 | 6.4 | 10.8 | 15.8 | 20.3 | 22.2 | 21.8 | 18.5 | 11.5 | 5.3 | 2.5 | 11.7 |
| Temp. mín. abs. (°C) | -18.3 | -18.9 | -15.6 | -3.3 | 1.1 | 6.7 | 12.2 | 11.7 | 4.4 | -5 | -11.1 | -15.6 | -18.9 |
| Precipitación total (mm) | 88.6 | 86.1 | 90.7 | 71.9 | 88.6 | 126.2 | 135.9 | 118.1 | 99.3 | 79.5 | 70.1 | 94 | 1149.1 |
| Nevadas (cm) | 1.5 | 1 | 0.3 | 0 | 0 | 0 | 0 | 0 | 0 | 0 | 0 | 0.3 | 3 |
| Días de precipitaciones (≥ 0.2 mm)                                                                                          | 9.6 | 8.9 | 8.9 | 8.1 | 8.5 | 11.0 | 11.8 | 10.4 | 8.0 | 6.9 | 7.3 | 9.2 | 108.6 |
| Días de nevadas (≥ 0.2 cm)                                                                                                  | 0.4 | 0.2 | 0.1 | 0.0 | 0.0 | 0.0 | 0.0 | 0.0 | 0.0 | 0.0 | 0.0 | 0.1 | 0.8 |
| Horas de sol | 172.7 | 180.7 | 237.3 | 269.6 | 292.9 | 280.0 | 286.0 | 263.3 | 239.8 | 235.0 | 193.8 | 175.0 | 2826.1 |
| Humedad relativa (%) | 69.2 | 65.8 | 64.6 | 62.1 | 68.2 | 70.8 | 73.4 | 76.5 | 75.9 | 73.0 | 71.6 | 70.7 | 70.2 |
| Fuente: NOAA (humedad y horas de sol 1961−1990)                                                                             | | | | | | | | | | | | | |

## Demografía
En el 2000 la renta per cápita promedia del hogar era de $31.141,, y el ingreso promedio para una familia era de $39.589. El ingreso per cápita para la localidad era de $18.853. En 2000 los hombres tenían un ingreso per cápita de $30.925 frente al $24.679 para las mujeres. Alrededor del 22.10% de la población estaba bajo el umbral de pobreza nacional. 

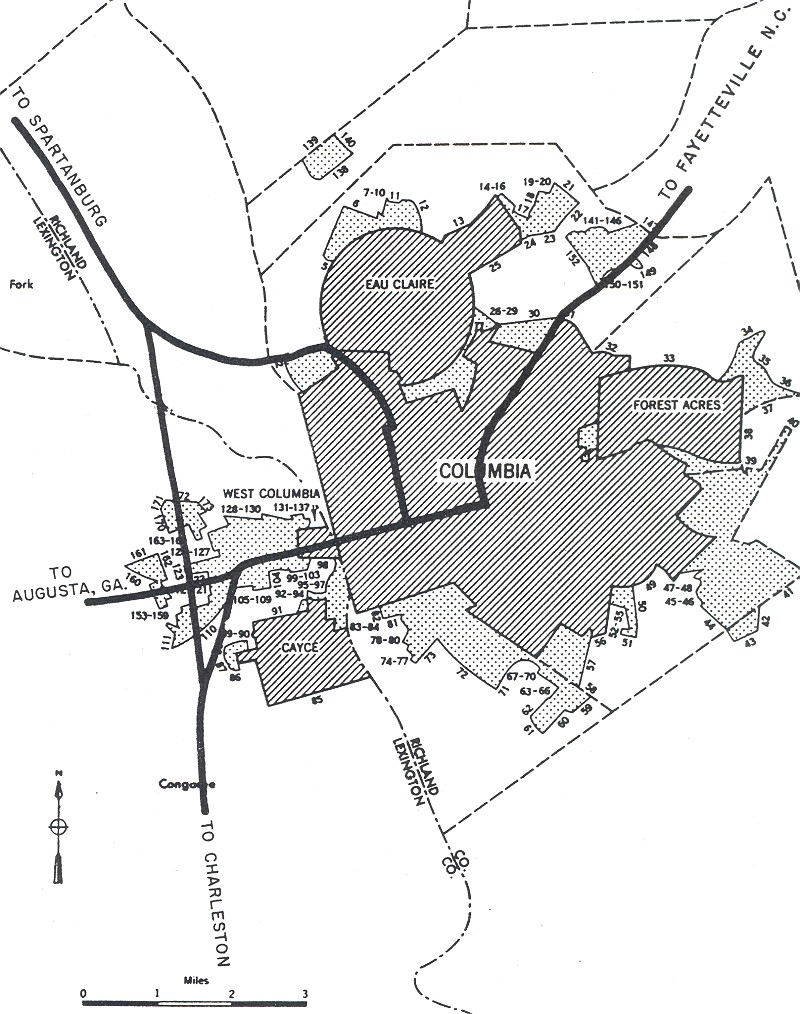
Plano de Columbia en 1955.

| 1880   | 1890   | 1900   | 1910   | 1920   | 1930   | 1940   | 1950   | 1960   | 1970    | 1980    | 1990   | 2000    | Est.2008 |
| ------ | ------ | ------ | ------ | ------ | ------ | ------ | ------ | ------ | ------- | ------- | ------ | ------- | -------- |
| 10.036 | 15.353 | 21.108 | 26.319 | 37.524 | 51.581 | 62.396 | 86.914 | 97.433 | 112.542 | 101.208 | 98.052 | 116.278 | 129.033  |